# Championnat de France de football gaélique 2014
 (juillet 2025).
Si vous disposez d'ouvrages ou d'articles de référence ou si vous connaissez des sites web de qualité traitant du thème abordé ici, merci de compléter l'article en donnant les références utiles à sa vérifiabilité et en les liant à la section « Notes et références ».
Navigation
Édition précédente Édition suivante
Le Championnat de France de football gaélique 2013 est la 9e édition du championnat de football gaélique organisé en France. Il regroupe les équipes de :
- Clermont GFC Clermont-Ferrand
- Lugdunum CLG Lyon
- Niort Gaels
- Paris Gaels
- Tolosa Gaels Toulouse
- Bordeaux Gaelic Football
- Gaelic FC du pays de Coutances
- Football Gaélique de Naives